# Esquerra Republicana del País Valencià (Segunda República Española)
Esquerra Republicana del País Valencià fue una agrupación política valencianista y de izquierdas fundada en 1934, durante la Segunda República Española, que tenía su zona de mayor arraigo en la provincia de Castellón. Como ha señalado Alfons Cucó, «más que un partido, era una agrupación que reunía, entre otros, elementos de Acción Republicana, radicales, socialistas y valencianistas», que, como se decía en su manifiesto fundacional, «sintiendo plenamente el hecho de la personalidad del País Valenciano..., quieren contribuir a rehacerla en el seno de los pueblos peninsulares, y aportar conjuntamente soluciones propias empapadas de liberalismo a la orientación general del Estado español».

## Historia
Fue creada en Castellón de la Plana en marzo de 1934, en paralelo a la fundación de Izquierda Republicana (IR) a nivel estatal, mediante la fusión de Acción Republicana de Castellón, encabezada por Francisco Casas Sala y Matías Sangüesa y que constituye el sector mayoritario del nuevo partido, los radicalsocialistas independientes seguidores de Marcelino Domingo en Castellón, y los valencianistas republicanos de Grup Valencianista d'Esquerra, liderados por Gaietà Huguet.
Sus directrices ideológicas fundamentales fueron dos, tal como aparecieron recogidas en el manifiesto fundacional (publicado por El Camí el 10 de marzo de 1934). Por un lado, contribuir a la «recuperación íntegra de la personalidad del País Valenciano [País Valencià], mediante una autonomía política y administrativa lo más integral posible dentro del marco de la Constitución de la República, que nos permita ser rectores de nuestra propia vida: facilitarnos los medios para recobrar y desarrollar nuestra cultura valenciana». Por otro lado, reservándose la más «completa independencia en su vida inerna, y en todos los asuntos propios del País Valenciano..., mantener una íntima relación con el resto de fuerzas izquierdistas de la República, a fin de contribuir a una política  general».
El partido tuvo una vida inestable a causa de la representatividad de los distintos grupos que lo componían en la dirección y en sus órganos de expresión, de la relación con el partido estatal Izquierda Republicana y de su mayor o menor grado de valencianismo.
En diciembre de 1935, el sector valencianista liderado por Huguet y Miquel Peña consiguió que la dirección estatal destituyera a Casas Sala, presidente del partido, y creara una gestora dominada por el sector valencianista. Sin embargo, fue pronto recuperado por la dirección estatal y en enero de 1936 Izquierda Republicana se constituyó como tal en Castellón bajo el liderazgo de Casas Sala y Sangüesa con el sector mayoritario del partido. Los valencianistas de Huguet transformaron entonces lo que quedaba del partido en Esquerra Republicana de Castellón.
Al poco de comenzada la Guerra Civil se produjo la integración del grupo de Huguet en Esquerra Valenciana, «cuya ideología contribuyeron a modelar poderosamente», según Alfons Cucó. La federación castellonense de Esquerra Valenciana se integraría en octubre de 1936 en el Comité Ejecutivo Antifascista del Frente Popular, así como en los consejos provincial y municipal de Castellón.